# Badmotorfinger
《Badmotorfinger》는 1991년 10월 8일, A&M 레코드를 통해 발매된 미국의 록 밴드 사운드가든의 세 번째 스튜디오 음반이다. 사운드가든은 1991년 봄 새 베이시스트 벤 셰퍼드와 함께 음반 녹음 세션을 시작했다. 이 음반은 밴드의 헤비 메탈 사운드를 유지하면서도 밴드의 이전 음반에 비해 작곡에 더 중점을 두었다. 올뮤직은 이 음반의 음악이 "놀랍도록 지적이고 예술적인" 음악이라고 여겼고, 이 음반의 몇몇 곡에는 얼터너티브 튜닝과 박자표 서명이 있었고, 가사는 모호하고 이미지를 창조하기 위한 것이었다.
시애틀 그런지 장면의 초점은 《Badmotorfinger》에게 관심을 끄는 데 도움이 되었다. 싱글 〈Outshined〉와 〈Rusty Cage〉는 록 라디오와 MTV에서 청중을 찾을 수 있었다. 《Badmotorfinger》는 그 당시 빌보드 200에서 이 밴드의 가장 높은 차트 음반이 되었다. 이 밴드는 건즈 앤 로지스의 Use Your Illusion Tour의 오프닝 공연을 포함하여 북미와 유럽 투어를 통해 음반을 지지했다. 1992년, 《Badmotorfinger》는 그래미 어워드 최우수 메탈 퍼포먼스 부문에 지명되었다. 이 음반은 1996년 미국 음반 산업 협회에 의해 더블 플래티넘 인증을 받았다.

## 녹음 및 제작
《Badmotorfinger》는 1990년 4월에 이 그룹에 합류한 베이시스트 벤 셰퍼드와 함께 한 사운드가든의 첫 번째 음반이었다. 셰퍼드는 이전의 베이시스트 제이슨 에버먼을 대체했다. 이 음반은 1991년 봄 캘리포니아주 소살리토의 스튜디오 D, 워싱턴주 우딘빌의 베어 크릭 스튜디오, 캘리포니아주 로스앤젤레스의 A&M 스튜디오에서 녹음되었다. 사운드가든은 이전 음반 《Louder Than Love》 (1989년)에서 그랬던 것처럼 프로듀서 테리 데이트와 다시 작업하기로 결정했다. 프런트맨 크리스 코넬은 이 밴드가 데이트와 좋은 관계를 유지하고 있고 새로운 프로듀서를 찾으려는 압박을 겪고 싶지 않아 다시 데이트와 함께 일하기로 결정했다고 말했다.
코넬은 셰퍼드가 녹음 세션에 "신선하고 창조적인" 접근 방식을 가져왔다고 말했고, 밴드는 전체적으로 음악에 대한 지식과 작사 능력이 밴드를 재정의했다고 말했다. 사운드가든은 합류하기 전에 셰퍼드가 가장 좋아하는 밴드였다. 《Louder Than Love》에 비해 밴드는 작곡 과정에 보다 협력적인 접근을 했다.

## 음악 및 가사
《Badmotorfinger》는 여러 비평가들에 의해 그런지, 얼터너티브 메탈, 헤비 메탈, 하드 록으로 분류되어 왔다. 올뮤직의 스티브 휴이는 이 음반의 작사가 "집중력과 일관성에 있어서 비약적인 도약을 이루었다"고 말했다. 그는 "주류 메탈 관객들을 유혹하는 밴드치고는 놀랍도록 똑똑하고 예술적인 음악이지만, 과학적인 정확성으로 공격합니다."라고 덧붙였다. 기타리스트 킴 타일은 농담으로 이 음반을 "헤비 메탈 화이트 앨범"이라고 불렀다. 코넬은 "저는 새 음반에 거의 더 상업적으로 실행 가능한 곡들이 있다고 생각합니다. 왜냐하면 그들은 기억할 만한 느낌을 가지고 있기 때문입니다. 그리고 만약 누군가 우리가 나와서 《Louder Than Love》보다 더 상업적인 것을 만들 것을 기대한다면, 저는 그들이 놀라서 기쁩니다"라고 말했다." 코넬은 또한 이 음반이 이 밴드가 어떻게 라이브가 되었는지를 더 잘 보여준다고 덧붙였다. 셰퍼드는 〈Somewhere〉라는 곡을 기고했고 음반에 수록된 몇몇 다른 곡들의 음악 작곡에 협력했다. 테일은 셰퍼드의 기여가 음반을 "빠르게"와 "기이하게"로 만드는데 도움을 주었다고 말했다.
오프닝 곡인 〈Rusty Cage〉에서 타일은 특이한 기타 사운드를 내는 와 페달을 오디오 필터로 사용한다. 그는 이 곡의 기타 리프를 묘사하면서 "거의 거꾸로 들린다"고 말했다. 사운드가든은 음반의 몇몇 곡에 대체 튜닝과 홀수 시간 서명을 활용했다. 〈Rusty Cage〉, 〈Holy Water〉, 〈Searching with My Good Eye Closed〉에서는 아래쪽 E 줄이 B로 하향 조정된다. 〈Mind Riot〉에서는 모든 문자열이 여러 E 중 하나에 맞춰져 있다. 사운드가든의 시간 기호 사용도 다양했다. 타일은 자신이 "이상한 시간 서명을 강요"한 것이 아니라, "사물 속에서 기이한 점을 빼내려고" 노력했다고 말했다.

## 커버 아트
《Badmotorfinger》 로고는 들쭉날쭉하고 사이클론 같은 디자인으로 구성되어 있다. 로고의 중앙에는 점화 플러그가 포함된 음반 제목이 있는 삼각형이 있다. 이 음반의 커버 아트는 서브 팝 밴드 빅 치프의 기타리스트 마크 댄시가 삽화를 그렸다. 타일은 몬트로즈의 노래 〈Bad Motor Scooter〉에 대한 농담으로 《Badmotorfinger》라는 제목을 제안했다. 그 제목에 대해, 타일은 "약간 제 머리속에서 맴돌았습니다. 저는 단지 그것이 화려했기 때문에 좋아합니다. 좀 공격적이었어요... 그것은 많은 다른 종류의 이미지들을 떠올리게 합니다. 우리는 그것의 모호성, 들리는 방식, 보이는 방식이 마음에 듭니다."

## 발매 및 평가
| 전문가 평가                   | 전문가 평가 |
| 평가 점수                     | 평가 점수   |
| 출처                          | 점수        |
| ----------------------------- | ----------- |
| AllMusic                      | [ 13 ]      |
| Blender                       | [ 19 ]      |
| Christgau's Consumer Guide    | B−          |
| Entertainment Weekly          | B+          |
| Los Angeles Times             | [ 21 ]      |
| Mojo                          | [ 22 ]      |
| Pitchfork                     | 8.3/10      |
| The Rolling Stone Album Guide | [ 24 ]      |
| Spin                          | [ 25 ]      |
| Spin Alternative Record Guide | 7/10        |

《Badmotorfinger》는 1991년 9월 24일, A&M 레코드를 통해 발매될 예정이었으나 "제작 문제"로 인해 1991년 10월 8일로 연기되었다. 이 음반은 1992년 2월 29일, 빌보드 200 차트에서 39위로 정점을 찍었다. 이 곡은 펄 잼의 《Ten》 이후 한 달 반 만에, 그리고 너바나의 《Nevermind》와 레드 핫 칠리 페퍼스의 《Blood Sugar Sex Magik》 이후 몇 주 만에 발매되었는데, 이 모든 곡들은 얼터너티브 록과 그런지를 주류로 진입시키는 데 도움을 주었다. 비록 너바나의 《Nevermind》의 갑작스러운 인기에 의해 발매 당시 가려졌지만, 《Nevermind》가 시애틀 장면으로 가져온 관심의 초점은 사운드가든이 더 많은 관심을 얻는데 도움을 주었다. 《Badmotorfinger》는 1992년 가장 많이 팔린 음반 100장 중 하나였다. 《Badmotorfinger》는 1990년대 초에 백만 장이 팔렸고, 1993년 1월, 미국 음반 산업 협회로부터 플래티넘 인증을 받았으며, 1996년 4월, 더블 플래티넘 인증을 받았으며, 이는 200만 장이 출하되었음을 의미한다.
《Badmotorfinger》는 싱글 〈Jesus Christ Pose〉, 〈Outshined〉, 〈Rusty Cage〉를 포함했다. 이 세 싱글은 얼터너티브 록 라디오 방송국에서 상당한 방송 시간을 얻었고, 〈Outshined〉와 〈Rusty Cage〉의 비디오는 MTV에서 상당한 방송 시간을 얻었다. 리드 싱글 〈Jesus Christ Pose〉와 그 뮤직 비디오는 1991년 광범위한 논란의 주제가 되었고, 그 비디오는 MTV의 재생목록에서 삭제되었다. 많은 청취자들은 이 노래와 이 노래의 비디오에 격분하여 그들을 반기독교인으로 인식했다. 이 밴드는 이 음반을 지지하기 위해 영국에서 투어를 하는 동안 살해 위협을 받았다.
1992년 그래미 어워드에서 《Badmotorfinger》는 이 부문 역사상 단 9개의 정규 음반 중 하나인 베스트 메탈 퍼포먼스 부문에 후보로 올랐다. 같은 해, 이 음반은 노스웨스트 에어리어 뮤직 어워드 최우수 메탈 앨범상을 수상했고, 2006년 10월호 《기타 월드》에서 역대 가장 위대한 기타 음반 100장 중 45위에 올랐다.
2019년 4월, 《Badmotorfinger》는 《롤링 스톤》의 "역사상 가장 위대한 그런지 음반 50장" 목록에서 2위에 올랐다.

## 곡 목록
모든 곡들은 특별한 언급이 없는 한 크리스 코넬에 의해 작사/작곡하였다.
| #   | 제목                                  | 작사·작곡                        | 재생 시간 |
| --- | ------------------------------------- | -------------------------------- | --------- |
| 1.  | 〈Rusty Cage〉                        |                                  | 4:26      |
| 2.  | 〈Outshined〉                         |                                  | 5:10      |
| 3.  | 〈Slaves & Bulldozers〉               | 코넬, 벤 셰퍼드                  | 6:55      |
| 4.  | 〈Jesus Christ Pose〉                 | 맷 캐머런, 코넬, 셰퍼드, 킴 타일 | 5:50      |
| 5.  | 〈Face Pollution〉                    | 코넬, 셰퍼드                     | 2:23      |
| 6.  | 〈Somewhere〉                         | 셰퍼드                           | 4:20      |
| 7.  | 〈Searching with My Good Eye Closed〉 |                                  | 6:31      |
| 8.  | 〈Room a Thousand Years Wide〉        | 타일, 캐머런                     | 4:05      |
| 9.  | 〈Mind Riot〉                         |                                  | 4:49      |
| 10. | 〈Drawing Flies〉                     | 코넬, 캐머런                     | 2:26      |
| 11. | 〈Holy Water〉                        |                                  | 5:07      |
| 12. | 〈New Damage〉                        | 코넬, 캐머런, 타일               | 5:40      |

## 인증
| 국가                       | 인증        | 판매량/출하량 |
| -------------------------- | ----------- | ------------- |
| 오스트레일리아 (ARIA)      | 골드        | 35,000^       |
| 캐나다 (뮤직 캐나다)       | 플래티넘    | 100,000^      |
| 영국 (BPI)                 | 실버        | 60,000^       |
| 미국 (RIAA)                | 2× 플래티넘 | 2,000,000^    |
| ^출하량을 기반으로 한 인증 |             |               |